# 怀特酮
怀特酮是一种有机化合物，分子式C20H18O5，属于異黃酮类黄酮化合物，存在于桑橙（学名：Maclura aurantiaca）中。